# Emoia callisticta
Emoia callisticta är en ödleart som beskrevs av  Peters och DORIA 1878. Emoia callisticta ingår i släktet Emoia och familjen skinkar. Inga underarter finns listade i Catalogue of Life.